# Emma Koivisto
Emma Koivisto (Helsinki, 25 september 1994) is een voetbalspeelster uit Finland. Ze speelt als verdediger voor AC Milan in de Serie A.

## Clubcarrière
Koivisto speelde in haar jeugdjaren voor SAPA en HJK. Voor laatstgenoemde maakte ze in 2010 haar debuut in de Kansallinen Liiga, het hoogste vrouwenvoetbalniveau van Finland. Na haar periode in de Finse hoofdstad kwam ze uit voor FC Honka. Vanaf 2014 ging Koivisto naar de Florida State University, en kwam ze uit voor playing for Florida State Seminoles. Gemiddeld speelde ze 20 wedstrijden per seizoen en kwam ze tot twee doelpunten.
In 2017 voltooide Koivisto haar studie aan de Florida State University en in 2018 werd ze gecontracteerd door het Zweedse Kopparbergs/Göteborg. Ze werd met deze club in 2020 landskampioen in de Damallsvenskan. Na het seizoen 2020 maakte Koivisto de Engelse overstap naar Brighton & Hove Albion WFC. Hier speelde ze anderhalf seizoen alvorens ze verkaste naar Liverpool LFC. Koivisto was twee seizoen actief voor Liverpool. 
Op 26 juni 2024 tekende Koivisto een driejarig contract bij AC Milan. Ze maakte haar eerste doelpunt in de Serie A op 25 januari 2025 in een 3-2 thuisoverwinning op AS Roma.

## Statistieken
| Seizoen | Club                   | Land     | Competitie        | Wedstrijden | Doelpunten |
| ------- | ---------------------- | -------- | ----------------- | ----------- | ---------- |
| 2010    | HJK                    | Finland  | Kansallinen Liiga | 14          | 2          |
| 2011    | HJK                    | Finland  | Kansallinen Liiga | 17          | 3          |
| 2012    | HJK                    | Finland  | Kansallinen Liiga | 27          | 2          |
| 2013    | FC Honka               | Finland  | Kansallinen Liiga | 11          | 1          |
| 2014    | FC Honka               | Finland  | Kansallinen Liiga | 14          | 0          |
| 2015    | FC Honka               | Finland  | Kansallinen Liiga | 11          | 1          |
| 2016    | FC Honka               | Finland  | Kansallinen Liiga | 7           | 1          |
| 2017    | FC Honka               | Finland  | Kansallinen Liiga | 10          | 1          |
| 2018    | Kopparbergs/Göteborg   | Zweden   | Damallsvenskan    | 21          | 0          |
| 2019    | Kopparbergs/Göteborg   | Zweden   | Damallsvenskan    | 20          | 2          |
| 2020    | Kopparbergs/Göteborg   | Zweden   | Damallsvenskan    | 20          | 4          |
| 2020/21 | Brighton & Hove Albion | Engeland | Super League      | 9           | 0          |
| 2021/22 | Brighton & Hove Albion | Engeland | Super League      | 22          | 3          |
| 2022/23 | Liverpool              | Engeland | Super League      | 21          | 2          |
| 2023/24 | Liverpool              | Engeland | Super League      | 19          | 2          |
| 2024/25 | AC Milan               | Italië   | Serie A           | 19          | 1          |
| Totaal  | Totaal                 | Totaal   | Totaal            | 262         | 25         |

Laatste update: 11 maart 2025

## Interlandcarrière
Koivisto maakte 2012 haar debuut voor het Finse nationale team. Tien jaar later was ze voor het eerst met haar land actief op een eindtoernooi, het EK 2022 in Engeland.
Koivisto speelde op 17 juli 2024 haar honderdste interland voor Finland in een 4-0 nederlaag tegen Italië.